# Alfonso Luigi Marra
Alfonso Luigi Marra (ur. 18 grudnia 1947 w San Giovanni in Fiore) – włoski prawnik i publicysta, poseł do Parlamentu Europejskiego IV kadencji.

## Życiorys
Z wykształcenia prawnik. Uzyskał uprawnienia adwokata przy sądzie kasacyjnym. Zajmował się głównie sprawami z zakresu prawa pracy i ubezpieczeń społecznych. Od 1975 do 1985 był prawnikiem powiązanej z komunistami Włoskiej Powszechnej Konfederacja Pracy.
W 1987 założył własną partię pod nazwą Partito di Azione per lo Sviluppo, a także stowarzyszenie FermiamoLeBanche, deklarując się jako prawnik wspierający osoby mające być pokrzywdzonymi przez system bankowy. Zajął się też wydawaniem własnym nakładem publikacji książkowych (m.in. Pazzia un Corno!, Cucciolino, La storia di Aids e La fase di Saul, Atto di Appello i innych), zyskując pewną popularność.
W latach 1994–1999 sprawował mandat eurodeputowanego IV kadencji. Został wybrany z ramienia Forza Italia Silvia Berlusconiego, jednak w 1996 opuścił to ugrupowanie. Bezskutecznie ubiegał się o reelekcję z ramienia Centrum Chrześcijańsko-Demokratycznego. Powrócił do działalności zawodowej i publicystycznej, okazjonalnie udzielając się politycznie. M.in. w 2013 kandydował bez powodzenia na urząd burmistrza Rzymu, otrzymując 1,2% głosów.